# Roca Primera
La Roca Primera (en inglés: First Rock) (54°55′S 36°7′O / -54.917, -36.117) es una roca ubicada a dos kilómetros al sursureste de la isla Brodé y a 4 kilómetros al sur de cabo Decepción, en el extremo sur de la isla San Pedro (Georgias del Sur). 
Es la primera y más austral de una línea de tres rocas insulares al sur del cabo Decepción descubiertas en 1775 por el capitán James Cook. Fue nombrado debido a su posición por el personal de Investigaciones Discovery quien trazó Georgia del Sur en el período 1926-1930.
Es el punto extremo sur del grupo de Islas de San Pedro. Además, este accidente geográfico es uno de los puntos que determinan las líneas de base de la República Argentina, a partir de las cuales se miden los espacios marítimos que rodean al archipiélago.